# 华理柱
華理柱（英語：James Edward Walsh；1891年4月30日—1981年7月29日），是天主教美國籍主教及瑪利諾外方傳教會會士。曾任廣東省江門宗座代牧區宗座代牧（1927年-1936年）及瑪利諾外方傳教會總會長（1936年-1948年）。

## 生平

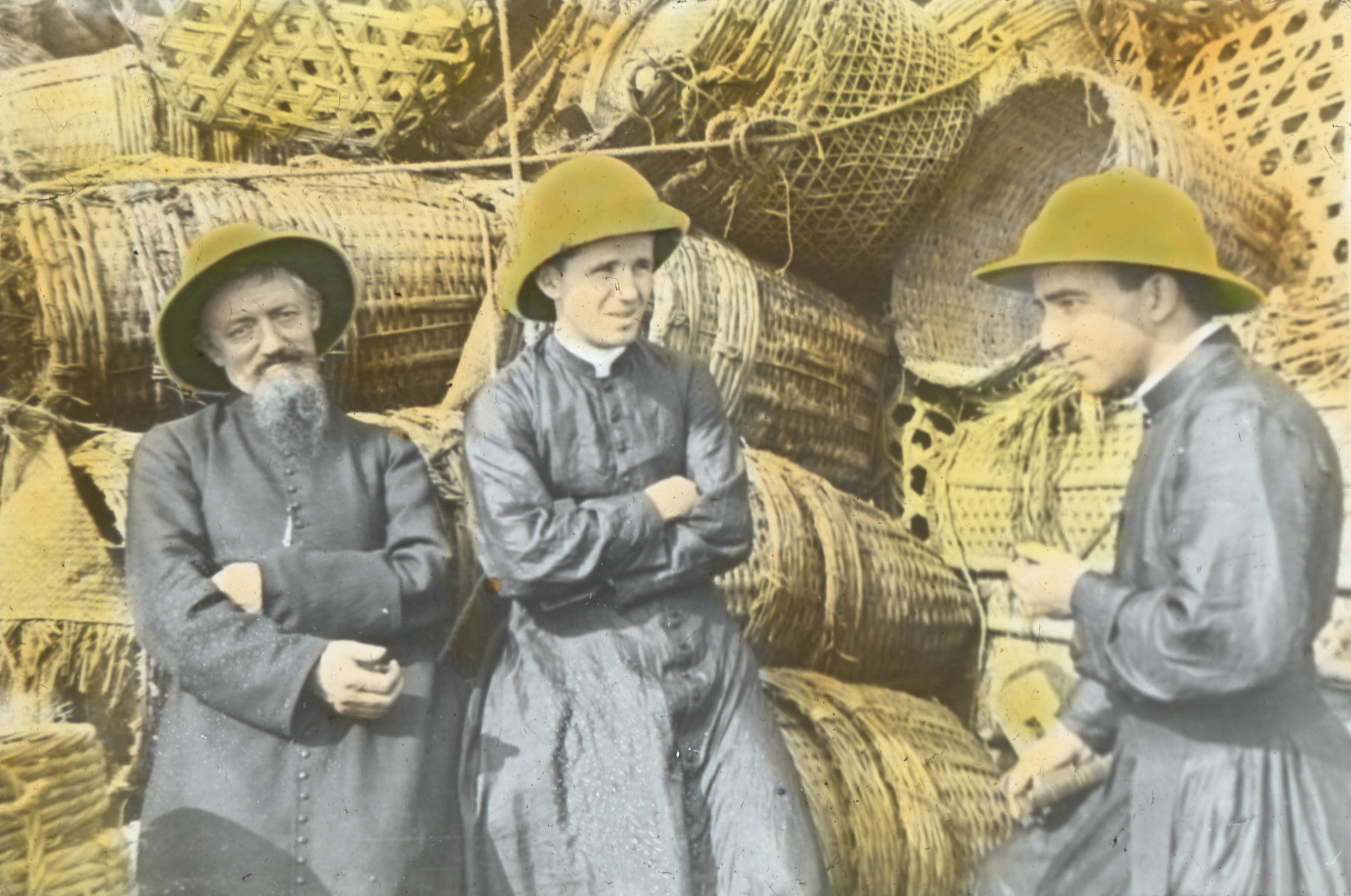
瑪利諾神父：華理柱 (中)、俄永垂 M.E.P (左)、福爾德 (右)

### 早年生活
華理柱出生於1891年4月30日，在美國馬裡蘭州阿利根尼縣的城市坎伯蘭，在九兄弟姊妹中排行第二。19歲畢業後，在一家鋼鐵廠擔職兩年，其後加入瑪利諾外方傳教會。1915年12月7日，華理柱在29歲時晉鐸，成為第二批瑪利諾司鐸，並於1918年被派遣到中國廣東省傳教。

### 牧職
1924年1月31日，聖座從廣州宗座代牧區劃出廣東省中部，成立江門宗座監牧區，並交由瑪利諾外方傳教會負責管理。1927年2月1日任江門宗座代牧區宗座代牧，領銜埃及薩塔教區主教。同年5月22日，在上川島由廣州宗座代牧魏暢茂主教主禮，澳門教區主教高若瑟和香港宗座代牧恩理覺主教襄禮晉牧。
1935年，華理柱主教獲選為瑪利諾外方傳教會第二任總會長，並全力推動在拉丁美洲和非洲傳教。1936年7月，华理柱獲教宗並返回美國就任。1946年8月7日华理柱任期屆滿，並由林化東接任。1948年5月，與紐約總教區總主教方濟各·斯貝爾曼樞機訪問中國，並受到聖座駐華公使黎培里總主教邀請，赴上海出任天主教中華全國教務協進委員會秘書長。

### 受迫害
1948年8月，华理柱邀請湖北漢陽教區莫克勤神父到天津，向中國推動成立聖母軍。1949年10月1日，中國共產黨在中國大陸地區建立中華人民共和國，並開始針對天主教進行宗教迫害及打壓，教會已經無法正常功能。1951年6月6日，中國人民解放軍上海市軍事管制委員會宣佈查封天主教中華全國教務協進委員會。1958年10月18日，华理柱被捕。1960年3月18日，上海市中級人民法院判處华理柱20年有期徒刑。直到1970年7月10日，华理柱因中國政府改變中美關係政策，才被提前釋放，成為最後一個離開中國大陸的西方傳教士。
華理柱主教經深圳羅湖抵達英屬香港，再返回美國。途中前往梵蒂岡向時任教宗保祿六世述職。1981年7月29日，華理柱主教在美國紐約州瑪利諾外方傳教會總會院去世，享年90歲。

## 紀念
瑪利諾外方傳教會於1963年在香港開辦的一所小學以華理柱主教名為「華德學校」。以表揚華理柱主教在華傳教的辛勞。